# Добя Вас
Добя Вас (словен. Dobja vas) — поселення в общині Равне-на-Корошкем, Регіон Корошка, Словенія. Висота над рівнем моря: 406,8 м.